# ديبورا تيبر هايمو
ديبورا تيبر هايمو (1921-2007) عالمة رياضيات أمريكية أصبحت رئيسة اتحاد الرياضيات الأمريكي (MAA). تناول بحثها «التحليل الكلاسيكي وخاصةً ، تعميمات معادلة الحرارة ، والوظائف الخاصة ، والتحليل التوافقي».

## حياتها المبكرة والتعليم
ولد ديبورا في الأول من يوليو عام 1921 في أوديسا ، التي كانت آنذاك جزءًا من الاتحاد السوفيتي. هاجرت مع أسرتها إلى فلسطين في فترة الانتداب البريطاني على فلسطين، ثم انتقلت مع عائلتها إلى الولايات المتحدة عندما كانت في الحادية عشرة من عمرها. التحقت بمدرسة البنات اللاتينية في بوسطن ، وأصبحت متحمسة للرياضيات في عامها الثاني ، عندما درست الهندسة الإقليدية. 
التحقت بكلية رادكليف ، وبدأت في دراسة الفيزياء ، لأنها اعتقدت أن دراسة الرياضيات يمكن أن تؤدي فقط إلى مهنة كمعلمة مدرسة ، وفي ذلك الوقت ،كان يتم فصل المدرسات بمجرد زواجهم. ومع ذلك ، فإن تجربتها مع التأثيرات البيئية غير المعروفة في تجارب الفيزياء قادتها إلى الرياضيات ، حيث «نحن نتحكم في افتراضاتنا».  بصفتها طالبة جامعية من الدرجة العليا في رادكليف ، كان بإمكان ديبورا التسجيل في دورات الرياضيات في كلية هارفارد. من بين مدربيها هناك هاسلر وايتني وسوندرز ماكلين ، وفي أحد هذه الفصول التقت بزوجها المستقبلي فرانكلين تيبر هايمو. تخرجت في عام 1943 من رادكليف ، وحصلت على درجتي البكالوريوس والماجستير في الرياضيات.

## المسار المهني والدراسات العليا
عملت ديبورا كمدرسة للرياضيات في سلسلة من المؤسسات: كلية ليك إيري ، جامعة نورث إيسترن ، جامعة واشنطن في سانت لويس ، وجامعة جنوب إلينوي. خلال هذا الوقت ، قامت أيضًا بتربية عائلة مكونة من خمسة أطفال. وبعد انقطاع دام عشر سنوات من تعليمها ، عادت إلى الدراسات العليا بينما كانت تدرس في جامعة واشنطن وجامعة جنوب إلينوي ، وأكملت درجة الدكتوراه.
حصلت على درجة الدكتوراه من جامعة هارفارد عام 1964. وكانت أطروحتها ، التي أشرف عليها داڤيد ويدير مع إشراف غير رسمي إضافي من إيزيدور إسحاق هيرشمان جونيور من جامعة واشنطن ، بعنوان was Integral Equations Associated With Hankel Convolutions. 
عند الانتهاء من الدكتوراه ، تمت ترقيتها إلى عضو هيئة تدريس في جنوب إلينوي. انتقلت إلى جامعة ميسوري سانت. لويس في عام 1968 ، وسرعان ما أصبح رئيس القسم هناك.
شغلت منصب رئيس اتحاد الرياضيات الأمريكي للفترة 1991-1992 ، وأصبحت ثالث رئيسة للاتحاد بعد دوروثي لويس بيرنساين وليدا باريت. وخلال فترة عملها كرئيسة ، أنشأت جائزة في التدريس ، وأعادت تنظيم هيكل لجنة الاتحاد ، وعملت على تعزيز دور المرأة في الرياضيات. تقاعدت في عام 1992 وانتقلت إلى لاهويا ، كاليفورنيا ، حيث تم تعيينها كباحثة زائرة في جامعة كاليفورنيا ، سان دييغو. وتوفيت في 17 مايو 2007.

## جوائز وتكريم
منحتها كلية فرانكلين ومارشال الدكتوراه الفخرية في عام 1991. وقد مُنحت جائزة Yueh-Gin Gung and Dr. Charles Y. Hu للخدمة المتميزة في اتحاد الرياضيات الأمريكي في عام 1997.